# Новая народная армия
Новая народная армия (таг. Bagong Hukbong Bayan) — вооружённое крыло маоистской Коммунистической партии Филиппин, созданное 29 марта 1968 г. из отрядов Хукбалахап, порвавших со старой КПФ и продолживших партизанскую войну. Маоистская ННА продолжает вести вооружённую партизанскую борьбу на основе стратегической линии затяжной народной войны.

## Формирование
Происхождение ННА можно проследить от Хукбалахап, вооружённого крыла ранее созданной просоветской Филиппинской коммунистической партии. Хукбалахап изначально воевал против японской оккупационной армии на Филиппинах во время Второй мировой войны. Под руководством Луиса Тарука Хукбалахап продолжил партизанскую войну против Соединённых Штатов и первого независимого правительства президента Рамона Магсайсая до 1954 года, когда Хукбалахап потерпел поражение. К началу 1960-х годов коммунистическое движение пришло в упадок.
После советско-китайского раскола коммунистические партии по всему миру разделились на просоветские и маоистские группы. Раскол КПФ состоялся 26 декабря 1968 года, были образованы две партии — просоветская партия стала называться Partido Komunista ng Pilipinas-1930, а КПФ 1968 — маоистская. Три месяца спустя, 29 марта 1969 года, КПФ (маоистская) реформировала Хукбалахап и переименовала её в Новую Народную армию в связи с годовщиной со дня начала партизанского сопротивления против императорской Японии — 1942 год. Армия была создана, когда Хосе Мария Сисон встретился с председателем Хукбалахап, Бернабе Бускайно, также известным как «командующий Данте».
ННА, следуя пути маоизма, утверждала, что борется за идеологическую концепцию «Новой демократии». Начав с 60 воинов и 34 винтовок, ННА быстро распространилась по всем Филиппинам во время диктатуры Фердинанда Маркоса. После объявления военного положения 21 сентября 1972 года тысячи студентов вступили в ряды ННА. Президент Маркос отменил военное положение 17 января 1981 года.
На пике своего могущества, в начале 1980-х годов, насчитывалось более 25000 бойцов ННА. Сейчас её силы оцениваются в 8000 бойцов.
ННА была классифицирована США как террористическая организация.

## Вторая Великая Реформа движения
В 1990-х годах внутренняя критика ошибок 1980-х годов привела к Второй Великой Реформе движения в 1992 году, главным образом завершённой в 1998 году, что привело к возрождению филиппинской революции. Вторая Великая Реформа привела к массовым внутренним чисткам движения, в ходе которых погибли тысячи партизан по обвинению в том, что они являются агентами глубокого проникновения вооружённых сил Филиппин и филиппинской разведки. ННА воюет главным образом в сельских районах, и её целями являются политики, военные, полицейские, преступники, помещики, владельцы бизнеса, а иногда и агенты США на Филиппинах. ННА воюет в 69 из 81 филиппинской провинции с 1969 года. Сорок тысяч человек погибли в результате конфликта.

## Повседневная деятельность
В своей повседневной деятельности Новая народная армия занимается созданием в «освобожденных» (т.е., контролируемых партизанскими формированиями) районах параллельных структур власти, включая системы школьного образования, медицинского обслуживания населения. Для осуществления функций по самоуправлению создаются «сельские советы баррио», а также «вооруженные советы баррио», т.е. отряды крестьянской самообороны. Деятельность Новой народной армии и Коммунистической партии Филиппин охватывает не менее 800 муниципальных образований страны. Для обеспечения финансирования организации партизаны облагают действующих на подконтрольных территориях предпринимателей «революционным налогом». Примечательно, что часть полученных средств направляется не только на нужды партизанских формирований, но и на обеспечение потребностей беднейших слоев крестьянского населения в медицинской помощи, в продовольственных товарах. Этими действиями партизаны добиваются поддержки среди крестьянства. Молодежь и подростки из крестьянских семей труднодоступных районов Филиппин составляют основную часть новобранцев Новой Народной Армии.

## Амнистия
5 сентября 2007 года президент Глория Макапагал-Арройо подписала амнистию для членов Коммунистической партии Филиппин и её вооруженного крыла, Новой народной армии, других коммунистических повстанческих групп и их ведущей организации, Национального Демократического Фронта. Амнистия охватила все статьи «преследования за политические убеждения», но не включала статьи о преступлениях против целомудрия, изнасилования, пытках, похищениях людей с целью выкупа, употреблении и обороте наркотиков и других преступлениях в личных целях и нарушении международного права.

## Связи с повстанческими движениями в других странах
- В результате арестов маоистских партизан индийскими силами безопасности была получена информация, что повстанцы ННА присутствуют в Индии в качестве военных советников наксалитов.
- В лагерях ННА проходили обучение боевики «Движения за свободное Папуа».